# تاملالت (تيغومار)
تاملالت هو دُوَّار يقع بجماعة تامزموت، إقليم زاكورة، جهة درعة تافيلالت في المملكة المغربية. ينتمي الدوّار لمشيخة تيغومار التي تضم 20 دواوير. يقدر عدد سكانه بـ 674 نسمة حسب الإحصاء الرسمي للسكان والسكنى لسنة 2004.

## روابط خارجية
- البوابة الوطنية للجماعات الترابية نسخة محفوظة 12 مارس 2018 على موقع واي باك مشين.
- المندوبية السامية للتخطيط